# Leioproctus pachyodontus
Leioproctus pachyodontus là một loài Hymenoptera trong họ Colletidae. Loài này được Cockerell mô tả khoa học năm 1915.

## Hình ảnh

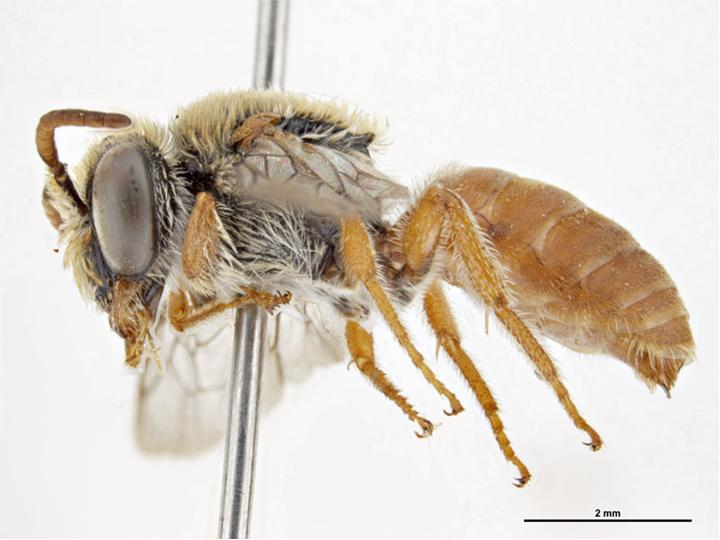